# 12A busz (Ózd)
Az ózdi 12A jelzésű autóbusz egy helyi járat volt, ami az Autóbusz-állomás és a Bibó István utca között közlekedett. A viszonylatot az ÉMKK Zrt. üzemeltette.

## Megállóhelyei
Az átszállási kapcsolatok között az azonos, de kissé eltérő útvonalon – az Autóbusz-állomás érintése nélkül és/vagy a Tesco érintésével – közlekedő 12-es, 12AT és 12T busz nincs feltüntetve.
| 0  | Autóbusz-állomás végállomás        | 10 | 1A, 2A, 4, 7, 8, 8A, 20A, 20AT, 22, 26, 26A, 33, 33A 4140, 4145, 4147, 4148, 4150, 4151, 4153, 4155, 4157, 4158, 4160, 4180, 4185, 4186 |
| 2  | Gyújtó tér                         | 8  | 2, 2A, 2T, 4, 7, 8, 8A, 20, 20A, 20AT, 20T, 21, 22, 26, 26A                                                                             |
| 4  | Városház tér                       | 6  | 2, 2A, 2T, 20, 20A, 20AT, 20T, 21, 26, 26A 4185, 4186                                                                                   |
| 6  | Bolyki elágazás                    | 5  | 2, 2A, 2T, 20, 20A, 20AT, 20T, 21, 26, 26A 4185, 4186                                                                                   |
| 7  | Zrínyi utca 5.                     | 4  | 2, 2A, 2T, 20, 20A, 20AT, 20T, 21 4186                                                                                                  |
| 8  | Árpád Vezér Utcai Általános Iskola | 3  | 2, 2A, 2T, 20, 20A, 20AT, 20T, 21 4186                                                                                                  |
| 9  | Civil Ház                          | 2  | 2, 2A, 2T, 20, 20A, 20AT, 20T, 21 4186                                                                                                  |
| ∫  | Strandfürdő                        | 1  | 2, 2A, 2T, 20, 20A, 20AT, 20T, 21 4186                                                                                                  |
| 10 | Bibó István utca végállomás        | 0  | |